# فرودگاه کاواما
فرودگاه کاواما (به انگلیسی: Kawama Airport) (به زبان بومی: Aeropuerto "Kawama") یک فرودگاه همگانی است که یک باند فرود آسفالت دارد و طول باند آن ۱۵۰۰ متر است. این فرودگاه در کشور کوبا قرار دارد و در ارتفاع ۵ متری از سطح دریا واقع شده است.